# 영국 유럽 연합 탈퇴부
유럽 연합 탈퇴부 (-聯合脫退部, Department for Exiting the European Union, DExEU)는 영국 정부의 행정부처 중 하나로, 영국의 유럽 연합 탈퇴(브렉시트)의 협상 절차와 영국-유럽 연합 간의 차후 관계 설정을 전담하는 부처이다. 2016년 7월 14일에 유럽 연합 탈퇴 국민투표 직후에 테레사 메이 총리가 신설하였다.
유럽 연합 탈퇴부는 영국 내각부 유럽담당실, 영국 외무영연방부 유럽국, 유럽 연합 주재 영국 상임대표부를 통합해 만들어졌으며 여기에 필요한 경우 다른 정부 기관 직원이 근무할 수 있다. 유럽 연합 탈퇴부의 대표는 유럽 연합 탈퇴장관이며, 현직장관은 데이비드 데이비스 의원이다. 2020년 1월 31일을 기해 영국의 유럽 연합 탈퇴가 발효됨에 따라 폐지되었다.

## 장관
유럽 연합 탈퇴부의 각 장관 현황은 다음과 같다.
| 이름                   | 직함                    | 소관업무                                                                                 |
| ---------------------- | ----------------------- | ---------------------------------------------------------------------------------------- |
| 데이비드 데이비스 의원 | 장관                    | 부처 소관업무 총괄. 영국의 EU 탈퇴 협상 지원, 총리 지원 협상지휘                         |
| 마틴 캘러넌 의원       | 유럽 연합 탈퇴 부장관   | 상원 업무, EU 진행사업, 총무위언회, 합동장관위원회, 시민사회, EU 기관                    |
| 스티브 베이커 의원     | 유럽 연합 탈퇴 정무차관 | 탈퇴 국내대비를 위한 정부기관 정책조직 및 이행, 유사시 계획설정, EU 법안                 |
| 수엘라 브레이버맨 의원 | 유럽 연합 탈퇴 정무차관 | 탈퇴협의 및 이행법안, 무역 국제 협의, 잉글랜드 지역, 보안 동반관계 및 사법체제, 국경수단 |
| 로빈 워커 의원         | 유럽 연합 탈퇴 정무차관 | 시장접근 및 예산, 이민과 시민권, 이행기간, 위임행정, 해외영토, 왕실령                    |

유럽 연합 탈퇴부의 사무차관은 올리버 로빈스였다. 하지만 2017년 9월 메이 총리가 내각부 유럽 연합 자문관으로 임명하면서 사무차관직을 떠났다. 이후 2017년 10월 필립 라이크로프트가 제2대 사무차관으로 임명되었다.